# 李小萌 (主持人)
李小萌（1973年9月30日—），北京人，毕业于中国传媒大学，原中国中央电视台主持人和记者。

## 生平
1973年，李小萌出生在北京市，父親李常言是央視《大風車》欄目的導演，母親則是醫生；大学就读于北京广播学院（现中国传媒大学），1996年，大学毕业后分配到中国中央电视台《半邊天》欄目組，也是中國第一個專門為女性開辦的欄目工作 ；2001年，成為《早新聞》和《時空鍊接》的主播，後擔任《東方之子》的主持人；2003年，她隨中國登山協會會員奔赴珠穆朗瑪峰，紀念人類征服珠峰50周年，擔任央視《2003站在第三極》攀登珠峰行动的唯一直播主持人，按照原定计划，从5月18日开始，连续7天的同步报道将为观众展示中国登山队攀登珠穆朗玛的每一处细节。這次直播，摄制组除了分别在海拔6,500米和7,000多米设定固定机位外，还要求几位登山队员把登上海拔8,848米的珠峰全过程用摄像机记录下来。这在世界登山史上也是第一次 。2006年，在《中國國際維和警察》特別節目的前四期節目主持《小萌探維和》，擔任記者，橫跨三大洲，行程上萬里，在利比亞、科索沃、蘇丹、海地四國進行採訪。2007年，在中國人民解放軍建軍80周年，主持籌畫《紀事》欄目的特別節目《小萌探軍營》。2008年，從冰凍災害到三·一四事件，從汶川大地震到奧運會，從兩會到神州七號發射，都有她的現場解說。2009年，當甲型H1N1流感蔓延全世界，直到中國也出現第一例輸入型病例時，她前往四川前線報導。特別值得一提的是，李小萌在北川採訪汶川大地震中，出現「淚灑北川」的一幕場景 ，感動了無數民眾，著名學者時統宇評論道：「哭得驚天動地，且無懈可擊」；央視主編王開岭也評論說：「在李小萌所有的表情中，這是最美的一次」。2010年，李小萌獲頒「中國播音主持金話筒獎」，她將所獲獎杯轉贈給當時在北川接受採訪的朱元云老先生 。

## 家庭
2012年1月13日，李小萌在北京生下一个女儿。

## 作品
- 《24小时》
- 《新闻1+1》
- 《半边天》

## 奖项
2010年，央视甲等年度十佳主持人；第八届中国金鹰节暨二十五届中国电视金鹰奖最受欢迎主持人；中国播音主持金话筒奖。